# Chata ve Staré oboře
Chata ve Staré oboře je lovecký zámeček v areálu Staré obory, asi 1 km severovýchodně od zaniklé obce Zlatěšovice, v katastrálním území Hluboké nad Vltavou. Pro veřejnost je objekt nepřístupný.

## Historie
Jedná se o stavbu, která původně stála na svahu Boubína. Během první pozemkové reformy však byly Schwarzenbergům boubínské lesy vyvlastněny a tak v roce 1931 nechal Adolf ze Schwarzenbergu stavbu na Boubíně rozebrat a přenést ke Hluboké, kde stojí do současnosti. Během 30. let 20. století se dočkala rozšíření. Za druhé světové války zde byla ozdravovna prominentů SS, v 50. letech pak sloužil jako školící středisko lesních dělníků. Později zde bylo rekreační zařízení ministerstva zemědělství, v jehož majetku je i v současné době.